# الوسولفاز آلفا
اِلوسولفاز آلفا (انگلیسی: Elosulfase alfa) با نام تجاری «ویمزیم»، نام دارویی است که در درمان سندرم مورکیو بکار می‌رود. این بیماری دراثرِ کمبود آنزیم «N-استیل‌گالاکتوزامین-۶-سولفاتاز» به وجود می‌آید و در واقع، داروی اِلوسولفاز آلفا، گونهٔ صناعی این آنزیم است.
این دارو در سال ۲۰۱۴ میلادی به تأیید سازمان غذا و دارو آمریکا رسید و در درمان سندرم مورکیو نوع A بکار می‌رود. برخی پژوهش‌ها حاکی از آن است که بیشترین اثرِ مثبتِ این دارو، بر روی علائم تنفسی و رشد در مبتلایان خردسال است.